# 播音臺的姊妹花
《播音臺的姊妹花》（英語：Are You Listening?）是一部1932年美國前法典荷里活電影，由哈利·貝蒙特執導。主演是威廉·海因斯、馬奇·埃文斯和艾妮塔·佩吉。

## 演員
- 威廉·海因斯（英语：William Haines） 飾 Bill Grimes
- 馬奇·埃文斯（英语：Madge Evans） 飾 Laura O'Neil
- 艾妮塔·佩吉 飾 Sally O'Neil
- 凱倫·莫雷（英语：Karen Morley） 飾 Alice Grimes
- 尼爾·漢密爾頓（英语：Neil Hamilton (actor)） 飾 Jack Clayton
- 華萊士·福特（英语：Wallace Ford） 飾 Larry Barnes
- 簡·赫爾索特（英语：Jean Hersholt） 飾 George Wagner
- 瓊·馬胥（英语：Joan Marsh） 飾 Honey O'Neil
- 約翰·米爾揚（英语：John Miljan） 飾 Ted Russell
- 莫瑞·金內爾（英语：Murray Kinnell） 飾 Carson
- 埃塞爾·格里菲斯（英语：Ethel Griffies） 飾 Mrs Peters
- 哈蒂·梅丹尼爾（英语：Hattie McDaniel） 飾 歌手
- 羅爾夫·塞丹（英语：Rolfe Sedan） 飾 酒店經理
- Louise Carter 飾 Mrs O'Neil
- 查爾斯·科爾曼（英语：Charles Coleman (actor)） 飾 Butler
- 查理·格普溫（英语：Charley Grapewin） 飾 Pierce
- Frank Whitlock 飾 電台播音員
- Herman Bing（英语：Herman Bing） 飾 演員

## 外部連結
- 互联网电影数据库（IMDb）上《Are You Listening?》的资料（英文）
- TCM电影资料库上《Are You Listening?》的资料（英文）